# Іоанніс Папафіс
Іоанніс Папафіс (грец. Ιωάννης Παπάφης; *1792  — †1886) — грецький підприємець і меценат, «національний благочинець» Греції. 

## Біографія
Папафіс народився у 1792 році в Салоніках. Його батько займався торгівлею в місті Смірна, і після завершення школи, у віці 16 років, Папафіс перебрався у Смірну, де приєднався до торгової справи батька. У 1810 році батько помер, після чого опіку над ним взяв його дядько по лінії матері Іоанніс Анастасіс — торговець і одночасно консул Швеції в Александрії. Оцінивши здібності молодого Папафіса, Анастасіс довірив своєму племіннику щойно створене відділення своєї фірми на Мальті. Це стало доленосним рішенням для Папафіса, котрий пржив на Мальті все своє подальше життя. 1822 рік став поворотним в його професійній кар'єрі. 5 липня 1822 року губернатор Мальти генерал Пауер уповноважив 36-річного Папафіса офіційним брокером. За 14 років роботи брокером прибутки Папафіса виросли настільки, що дозволили йому не лише забезпечити собі розкішне життя, але й займатись благодійністю. Перший дар ще не відновленій грецькій державі Папафіс зробив у віці 35 років — коли в грудні 1827 року Іоанн Каподистрія  на своєму шляху в Грецію волею британського флоту опинився на Мальті, Папафіс вручив йому значну суму грошей для подальшого їх використання з добрими намірами.

## Після1836 року
У 1836 Папафіс тяжко захворів. Хвороба змусила його покинути роботу брокера. Папафіс усамітнився у своєму домі в місті Рабат та змінив свою попередню активну діяльність на систематичне вивчення фінансової кон'юктури. В цей період він написав ряд робіт та статей економічного змісту та вивчав біржові коливання. Коли Папафіс відновив здоров'я, він вирішив вкласти свій досвід, нові знання та капітал в акції пароплавної компанії і в різні цінні папери. Папафіс зв'язався з біржовими банківськими компаніями Baring Brothers & Co в Лондоні та Hottιnguer & Co в Парижі, котрі за його вказівкою проводили операції з цінними паперами. Ця його нова фінансова діяльність забезпечила Папафісу після 1936 року ще більший економічний достаток. В свою чергу, достаток дозволив йому зайнятись благодійністю за життя і заповісти значні суми своєму рідному місту, Константинопольській патріархії, Греції та Мальті. 
Помер Іоанніс Папафіс у 1886 році на Мальті у віці 95 років.

## Благодійність та заповіт
Розпочавши благодійну діяльність через Каподистрію, коли в Греції ще не завершилась Визвольна війна. Папафіс одночасно взяв участь в організації фінансів нової держави. Іоанніс був одним із перших аукціонерів Національного банку Греції. У цей час Іоанніс також подарував значні суми Константинопольському патріархату та щойно створеному Афінському університету.
Папафіс заповів 10 тисяч англійських фунтів сиротинцю Хадзікостас в Афінах. Але більш за все Папафіс відомий будівництвом сиротинця в рідному місті Салоніки. Ділянку було куплено ще за життя Папафіса у 1883 році. Проект неокласичної будівлі виконав грецький архітектор Ксенофон Пеонідіс, відомий і іншими неокласичними будівлями, зведеними ним у місті. Будівництво розпочалось у 1894 році і завершилось у 1903 році. Ще до початку будівництва Папафіс дав сиротинцю ім'я «Мальтієць» (грец. Ο Μελιτεύς), але сьогодні дім відомий під ім'ям Папафіо (грец. Παπάφειο) в честь засновника та благодійника. Крім свого основного признчення і професійної підготовки сиріт цей зразок неокласичної архітектури міста пов'язав себе з його новітньою історією:
- Після звільнення міста грецькою армією у 1912 році і до грудня 1913 року будівля використовувалась як військовий госпіталь. Сюди 5 березня 1913 року після замаху було привезено короля Греції Георга I і тут було підтверджено його смерть.
- Будівлю повернули сиротам, але в серпні 1914 року тут розташувався 13-й піхотний полк.
- Будівлю знов повернули сиротам; але через невеликий проміжок часу її знов почали використовувати у військових цілях: у 1917-1912 рр.  тут був розташований британський штаб, а з 1921 року знову воєнний госпіталь.
- У 1936-1938 рр сюди було переведено згорівший патологічний відділ міської лікарні.
- У 1940 році тут знову розташувався воєнний госпіталь (розпочалась війна між Грецією та Італією).  Будівля знов почали використовувати за першопризначенням у 1947.
- У 1948 році в будівлі знайшли притулок 4650 сиріт громадянської війни Греції (1946 — 1949).
- У наступні десятиліття будівля використовувалась лише за початковим призначенням.

## Зовнішні посилання
- Papafeio Orphanage. Biography of Ioannis Papafis, founder of the Papafeio orphanage (гр.)